# Kabupaten Tasikmalaya
Kabupaten Tasikmalaya är ett kabupaten i Indonesien.   Det ligger i provinsen Jawa Barat, i den västra delen av landet, 200 km sydost om huvudstaden Jakarta. Antalet invånare är 1 752 628.